# Куп Милан Цига Васојевић 2015.
Куп Милан Цига Васојевић је 2015. одржан по девети пут као национални кошаркашки куп Србије. Домаћин завршног турнира био је Зрењанин у периоду од 4. до 8. марта 2015, а сви мечеви су одиграни у Кристалној дворани.

## Учесници
На завршном турниру учествује укупно 8 клубова, а право учешћа клуб може стећи као једна од седам најбоље пласираних екипа на крају првог дела такмичења у Првој лиги Србије 2014/15. и као освајач Купа КСС:
- Пласман су обезбедили Радивој Кораћ, Партизан, Војводина, Шумадија Крагујевац, Врбас Медела, Раднички Крагујевац, Вршац Свислајон и Црвена звезда.[1]

## Дворана
| Зрењанин          | ЗрењанинКуп Милан Цига Васојевић 2015. на карти Србије |
| Кристална дворана | ЗрењанинКуп Милан Цига Васојевић 2015. на карти Србије |
| Капацитет: 2.800  | ЗрењанинКуп Милан Цига Васојевић 2015. на карти Србије |
|                   | ЗрењанинКуп Милан Цига Васојевић 2015. на карти Србије |

## Четвртфинале
Жреб парова четвртине финала Купа Милан Цига Васојевић 2015. обављен је 25. фебруара 2015. у просторијама куће кошарке.
| 4. 3. 2015. 17:00 |                                                                 | Партизан | 74 : 49                                 | Раднички Крагујевац | Кристална дворана, Зрењанин Гледаоци: 222 Судије: Стрика, Новаковић, Јовичин |  |
| 4. 3. 2015. 17:00 | Четвртине: 16-14, 18-8, 19-18, 21-9                             |          |                                         |                     | Кристална дворана, Зрењанин Гледаоци: 222 Судије: Стрика, Новаковић, Јовичин |  |
| 4. 3. 2015. 17:00 | Поени: Луковић 15 Скокови: Јанковић 12 Асистенције: Јовановић 5 |          | Цветановић 18 Стевановић 9 Трифуновић 3 |                     | Кристална дворана, Зрењанин Гледаоци: 222 Судије: Стрика, Новаковић, Јовичин |  |

| 4. 3. 2015. 19:30 |                                                                      | Војводина | 74 : 68                              | Црвена звезда | Кристална дворана, Зрењанин Гледаоци: 250 Судије: Стошовић, Илић, Тасић |  |
| 4. 3. 2015. 19:30 | Четвртине: 19-11, 20-21, 23-14, 12-22                                |           |                                      |               | Кристална дворана, Зрењанин Гледаоци: 250 Судије: Стошовић, Илић, Тасић |  |
| 4. 3. 2015. 19:30 | Поени: Пашић 24 Скокови: Пашић, Вида 9 Асистенције: Пашић, Вучетић 3 |           | Зец 14 Ђорђевић 7 Катанић, Наумчев 3 |               | Кристална дворана, Зрењанин Гледаоци: 250 Судије: Стошовић, Илић, Тасић |  |

| 5. 3. 2015. 17:00 |                                                                  | Шумадија Крагујевац | 71 : 61                                 | Врбас Медела | Кристална дворана, Зрењанин Гледаоци: 160 Судије: Вукановић, Ковачевић, Јовашевић |  |
| 5. 3. 2015. 17:00 | Четвртине: 23-15, 17-15, 20-12, 11-19                            |                     |                                         |              | Кристална дворана, Зрењанин Гледаоци: 160 Судије: Вукановић, Ковачевић, Јовашевић |  |
| 5. 3. 2015. 17:00 | Поени: Мијатовић 19 Скокови: Мијатовић 14 Асистенције: Ћулафић 6 |                     | Џомбета 37 Јанковић 11 Џомбета, Чукић 2 |              | Кристална дворана, Зрењанин Гледаоци: 160 Судије: Вукановић, Ковачевић, Јовашевић |  |

| 5. 3. 2015. 19:30 |                                                            | Радивој Кораћ | 75 : 63                         | Вршац Свислајон | Кристална дворана, Зрењанин Гледаоци: 100 Судије: Васиљевић, Јевтовић, Штековић |  |
| 5. 3. 2015. 19:30 | Четвртине: 29-16, 24-18, 9-13, 13-16                       |               |                                 |                 | Кристална дворана, Зрењанин Гледаоци: 100 Судије: Васиљевић, Јевтовић, Штековић |  |
| 5. 3. 2015. 19:30 | Поени: Станчић 13 Скокови: Ерак 8 Асистенције: С. Мандић 4 |               | М. Мандић 30 Бошњић 7 Радовић 4 |                 | Кристална дворана, Зрењанин Гледаоци: 100 Судије: Васиљевић, Јевтовић, Штековић |  |

## Полуфинале
| 6. 3. 2015. 17:00 |                                                                 | Партизан | 65 : 67                           | Радивој Кораћ | Кристална дворана, Зрењанин Гледаоци: 250 Судије: Прпа, Ивановић, Виријевић |  |
| 6. 3. 2015. 17:00 | Четвртине: 22-24, 16-14, 12-14, 15-15                           |          |                                   |               | Кристална дворана, Зрењанин Гледаоци: 250 Судије: Прпа, Ивановић, Виријевић |  |
| 6. 3. 2015. 17:00 | Поени: Вучковић 23 Скокови: Јанковић 15 Асистенције: Вучковић 4 |          | Капор 15 Топузовић 15 С. Мандић 6 |               | Кристална дворана, Зрењанин Гледаоци: 250 Судије: Прпа, Ивановић, Виријевић |  |

| 6. 3. 2015. 19:30 |                                                                   | Шумадија Крагујевац | 62 : 72                              | Војводина | Кристална дворана, Зрењанин Гледаоци: 190 Судије: Милојевић, Матић, Смиљанић |  |
| 6. 3. 2015. 19:30 | Четвртине: 11-25, 14-23, 22-11, 15-13                             |                     |                                      |           | Кристална дворана, Зрењанин Гледаоци: 190 Судије: Милојевић, Матић, Смиљанић |  |
| 6. 3. 2015. 19:30 | Поени: Мијатовић 22 Скокови: Мијатовић 18 Асистенције: Ћулафић 12 |                     | Вучетић 29 Вучетић, Вида 9 Вучетић 6 |           | Кристална дворана, Зрењанин Гледаоци: 190 Судије: Милојевић, Матић, Смиљанић |  |

## Финале
| 8. 3. 2015. 17:00 |                                                                        | Радивој Кораћ | 71 : 79                         | Војводина | Кристална дворана, Зрењанин Гледаоци: 750 Судије: Јурас, Миловановић, Нинковић |  |
| 8. 3. 2015. 17:00 | Четвртине: 11-31, 13-19, 24-, 23-18                                    |               |                                 |           | Кристална дворана, Зрењанин Гледаоци: 750 Судије: Јурас, Миловановић, Нинковић |  |
| 8. 3. 2015. 17:00 | Поени: Топузовић 16 Скокови: Брајковић, Јакшић 7 Асистенције: Јакшић 4 |               | Вучетић 39 Лаковић 11 Вучетић 8 |           | Кристална дворана, Зрењанин Гледаоци: 750 Судије: Јурас, Миловановић, Нинковић |  |

| Освајач Купа Милан Цига Васојевић 2015. |
| --------------------------------------- |
| ЖКК Војводина 1. титула.                |